# Ploceus spekei
Ploceus spekei là một loài chim trong họ Ploceidae.